# Веселеїл
Веселеї́л, Базалеї́л або Бецал'ї́л (івр. בְּצַלְאֵל — букв. «під покровом Бога») — персонаж Біблії та єврейських переказів, син Урі, сина Ора (Хура) з племені Юди — майстерний різьбяр по металу, каменю і дереву, майстер у ліпленні різних фігур і в обробці та облямовуванні коштовних каменів. Згідно з Книгою Вихід, головний будівельник Скінії.
Згідно з Біблією, під час поневірянь ізраїльтян в пустелі після виходу з Єгипту, Мойсей призначив Бецалеля головою майстрів, що створили Скинію, Ковчег Заповіту, Менору, священні предмети і одяг для священиків (2 М. 31:1-11; 2 М. 3636–39). Помічником він повинен був узяти Оголіава, сина Ахисамахового, з племені Дана. Все необхідне для прикраси святилища — обробка дорогоцінних металів і каменів, різьблення по дереву, художнє ткання — було виконано Бецалелем.
Згідно з агадичною оповіддю, Бог, призначивши Бецалеля будівельником Скинії, запитав Мойсея, чи приємний йому цей вибір, на що Мойсей відповів: «Господи, якщо він бажаний Тобі, то він буде приємний і мені». На веління Бога, Мойсей повинен був, проте, представити цей вибір на схвалення народу, і народ відповів Мойсеєві те ж. На той час Веселелу було лише 12 років, але він був зобов'язаний мудрістю заслугам своїх святих предків; дідом його був Хур, а бабцею — Міріам; він доводився, таким чином, внучатим племінником Мойсеєві. Наказуючи Бецалелю приступити до роботи над Скінією, Ковчегом і священними предметами, Мойсей перерахував їх в зворотному порядку, поставивши Скінію на останньому місці. Бецалель мудро нагадав йому, що звичайно люди будують спочатку будинок, а потім виготовляють обстановку, якщо ж Мойсей наказує будувати Скінію останньою, то тут можливе непорозуміння, і веління Бога свідчило не так. Мойсеєві дуже сподобалася проявлена Бецалелем проникливість, і він сказав йому: «Ти, мабуть, перебував під покровом Господнім (натяк на значення імені Бецалель) і тому знаєш, що Бог дійсно так повелів». Устрій Менори був настільки складний, що самому Мойсеєві не було зрозуміло, як його виконати, хоча Бог йому двічі показав небесну модель світильника. Але коли Мойсей описав його Бецалелю, той зараз же зрозумів і відразу виготовив його. Мойсей знову виразив здивування перед глибокою мудрістю Бецалеля, сказавши знову, що «він, мабуть, перебував під покровом Господнім».
На початку XX століття на ім'я Бецалель була названа Академія мистецтв і дизайну «Бецалель» у Єрусалимі.

## Ресурси Інтернету
- Бецалель // Электронная еврейская энциклопедия. (рос.)
- Бецалель в Библии Еврейская энциклопедия, Изд. О-ва для Научных Еврейских Изд. и Брокгаузъ-Ефронъ. СпБ.: 1906—1913; репрінт: М.: Терра, 1991. ISBN 5-85255-057-4.